# Ablöschen

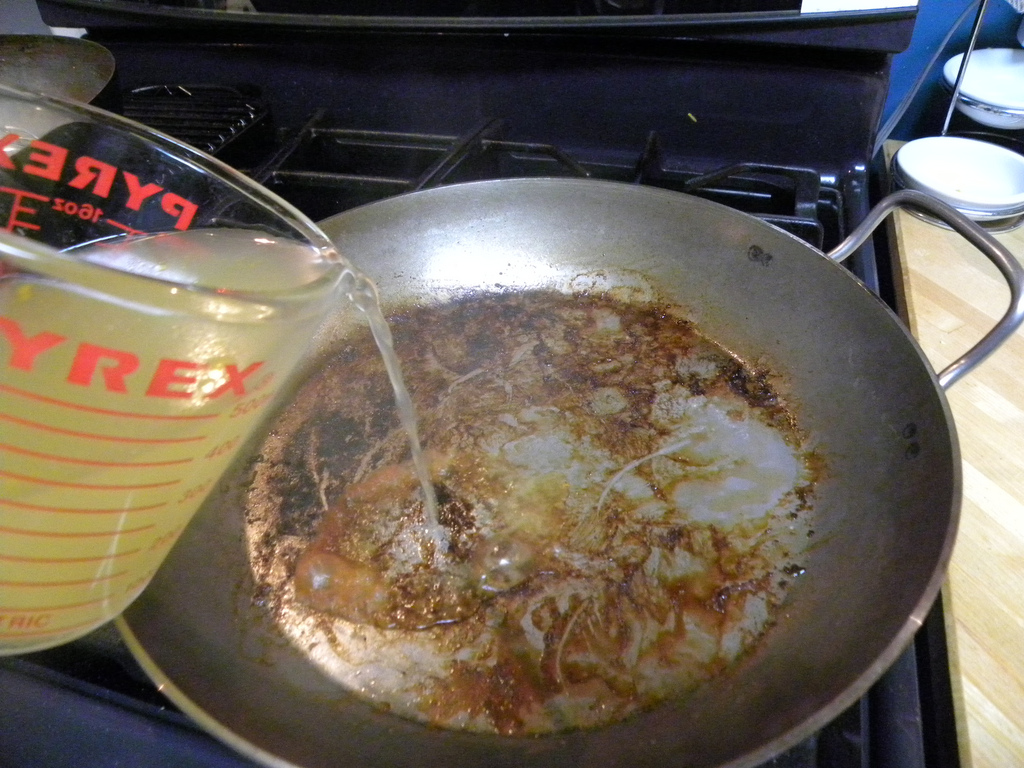
Ablöschen von Bratensatz mit Brühe

Als Ablöschen oder Deglacieren bezeichnet man einen Vorgang beim Kochen, bei dem Flüssigkeiten wie Wasser, Brühe oder Wein zum Bratensatz hinzugegeben werden, nachdem Fleisch oder Gemüse angebraten wurde. Dabei wird der Bratensatz durch Aufkochen und Rühren gelöst. Die entstandene aromatische Flüssigkeit kann als Grundlage für Saucen  oder zum Schmoren verwendet werden.